# Keratoisis
Keratoisis is een geslacht van neteldieren uit de klasse van de Anthozoa (bloemdieren).

## Soorten
- Keratoisis chuni (Kükenthal, 1915)
- Keratoisis flabellum (Nutting, 1908)
- Keratoisis flexibilis (Pourtalès, 1868)
- Keratoisis glaesa Grant, 1976
- Keratoisis gracilis (Thomson & Henderson, 1906)
- Keratoisis grandiflora Studer, 1878
- Keratoisis grandis (Nutting, 1908)
- Keratoisis grayi (Wright, 1869)
- Keratoisis hikurangiensis Grant, 1976
- Keratoisis japonica Studer, 1878
- Keratoisis macrospiculata (Kükenthal, 1915)
- Keratoisis magnifica Dueñas, Alderslade & Sánchez, 2014
- Keratoisis microspiculata Molander, 1929
- Keratoisis palmae (Wright & Studer, 1889)
- Keratoisis paucispinosa (Wright & Studer, 1889)
- Keratoisis peara Dueñas, Alderslade & Sánchez, 2014
- Keratoisis philippinensis (Wright & Studer, 1889)
- Keratoisis profunda (Wright, 1885)
- Keratoisis projecta Grant, 1976
- Keratoisis siemensii Studer, 1878
- Keratoisis squarrosa (Kükenthal, 1915)
- Keratoisis tangentis Grant, 1976
- Keratoisis wrighti (Nutting, 1910)
- Keratoisis zelandica Grant, 1976